# 拉弗洛瑟利耶尔
拉弗洛瑟利耶尔（法語：La Flocellière，法語發音：[la flɔsəljɛʁ]）是法国卢瓦尔河地区大区旺代省的一个旧市镇，位于该省东北部，属于丰特奈勒孔特区。2016年1月1日，拉弗洛瑟利耶尔和相邻的另外3个市镇合并为新市镇塞夫勒蒙（Sèvremont），并成为该市镇的政府驻地。

## 地理
拉弗洛瑟利耶尔（46°49'56"N, 0°51'39"W）面积29.19 平方千米，位于法国卢瓦尔河地区大区旺代省，该省份为法国西部沿海省份，北起大西洋卢瓦尔省和曼恩-卢瓦尔省，西临大西洋，南至滨海夏朗德省，东部及东南部与德塞夫勒省接壤。
拉弗洛瑟利耶尔的时区为UTC+01:00、UTC+02:00（夏令时）。

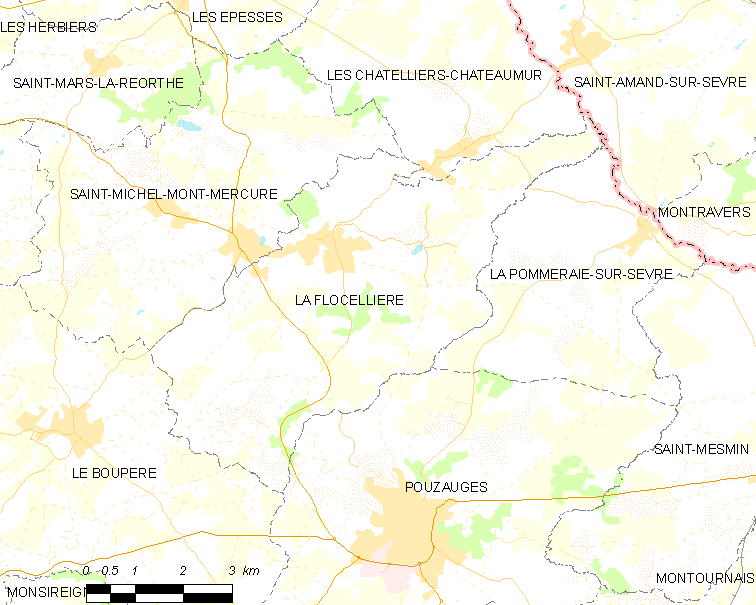
拉弗洛瑟利耶尔的OSM定位图

## 行政
拉弗洛瑟利耶尔的邮政编码为85700，INSEE市镇编码为85090。

## 政治
拉弗洛瑟利耶尔所属的省级选区为莱塞比耶县。

## 人口

1962-2008年间拉弗洛瑟利耶尔人口变化图示

拉弗洛瑟利耶尔于2018年1月1日时的人口数量为2634人。